# A Turma do Sete
A Turma dos Sete foi uma série de televisão infantil brasileira produzida e exibida pela TV Record entre 7 de abril de 1960 e março de 1965, sendo um dos maiores sucessos da televisão brasileira na década de 1960.

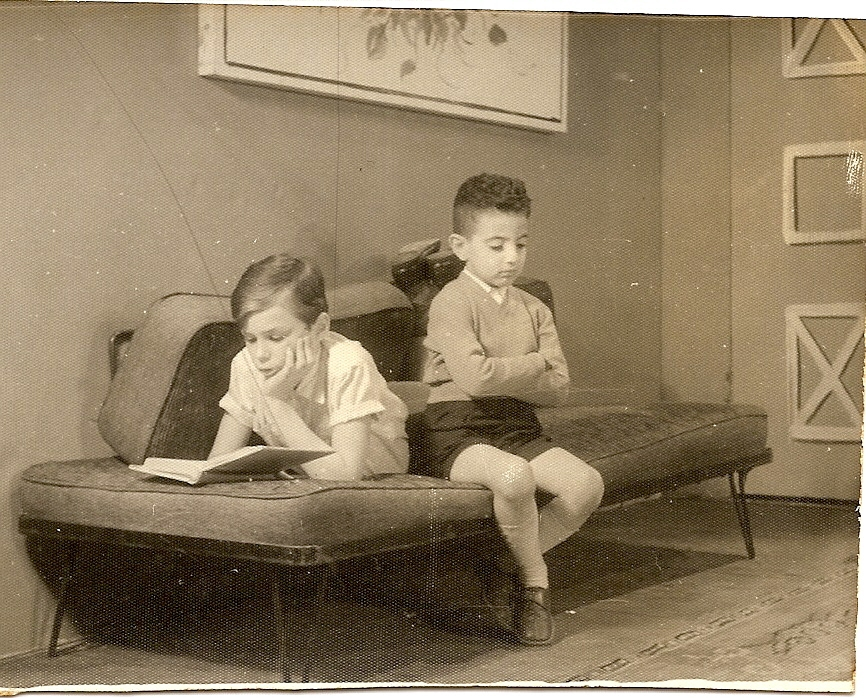
Fernando e Bebéco.

## História
O programa surgiu quando a empresa São Paulo Alpargatas solicitou fosse idealizado um espetáculo para promover seu novo produto (Sete Vidas). Lembrando-se de uma antiga turma de cinema formada por cinco peraltas, pensou-se em compor então uma turma com sete integrantes. Escolhidos os intérpretes, no lançamento do programa a turma não era sete: era oito. Isso porque, depois de completada, surgiu um garoto de seis anos (James Akel)(Referência Revista SP na TV e o próprio ator) para fazer testes, mesmo sendo informado que não mais precisavam de atores: mas o garoto fez tanto sucesso que obrigou os responsáveis a apresentarem uma "turma dos sete" com oito personagens.

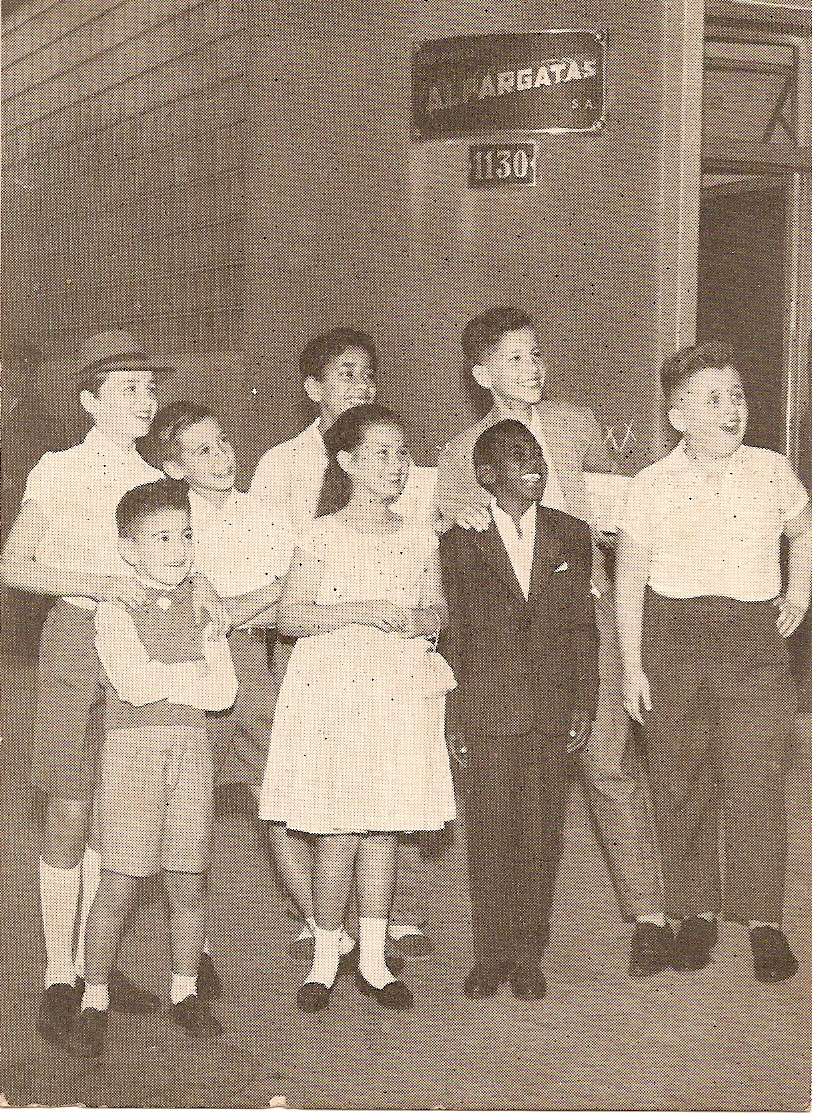
Bebéco, Jô, Chuvisco e Bolão, na frente; Fernando, Sabe-Tudo, Juca e Vavá, atrás.

Os episódios retratavam as aventuras da turma de garotos: Bolão (José Eduardo Benassi), Chuvisco (Antonio Alipio), Fernando (Marcio Trunkl), Juca (Antonio Carlos Pereira da Silva), Sabe-Tudo (Luiz Pinto Teixeira), Vavá (Brito Costa), Jô (Fátima de Oliveira) e Bebéco (James Akel) - o que entrou por último e era o oitavo personagem.
A criação de texto, direção e produção era de Armando Rosas, e contava com a participação, como coadjuvantes, dos atores Luís Dias, um velho amigo e conselheiro dos meninos e Jayme Batista (atuando como pai de Fernando e Bébeco), além das atrizes Jacyra Sampaio (que atuou por três anos como D. Rosa, mãe de Chuvisco), Nair Bello, Gessy Fonseca e Gilmara Sanches, que atuaram como mães de Bebéco e Fernando em diferentes épocas. A direção de TV ficava a cargo de Waldomiro Barone.
Recebeu quatro prêmios Roquete Pinto como melhor programa infantil.